# Smedslätten
Smedslätten est un quartier du district de Bromma à Stockholm en Suède.

## Description
Smedslätten est un quartier de Västerort et fait partie de la cité-jardin de Bromma. 
Le quartier tire son nom de la ferme de Smedslätten, située près du lac Mälaren, et est situé au sud-ouest du quartier d'Äppelviken et à l'est du quartier d'Ålsten. 
Au nord, sa frontière longe Nyängsvägen et à l'est le long d'Äppelviksskolan, et la route principale Alviksvägen traverse le quartier.
Une grande partie du district est constituée de forêts mixtes denses.

## Découvertes archéologiques
Des découvertes archéologiques ont été faites à Smedslätten. Lors de l'agrandissement de Smedslätten dans les années 1920, certains cairns plus petits ont été examinés avant d'être retirés. 
Parmi les vestiges antiques de Smedslätten (sv), l'une des découvertes les plus anciennes est une hache de l'âge du bronze.

## Transports
À Smedslätten, la Nockebybanan dessert les arrêts Klövervägen et Smedslätten (à Smedslättstorget).

## Galerie

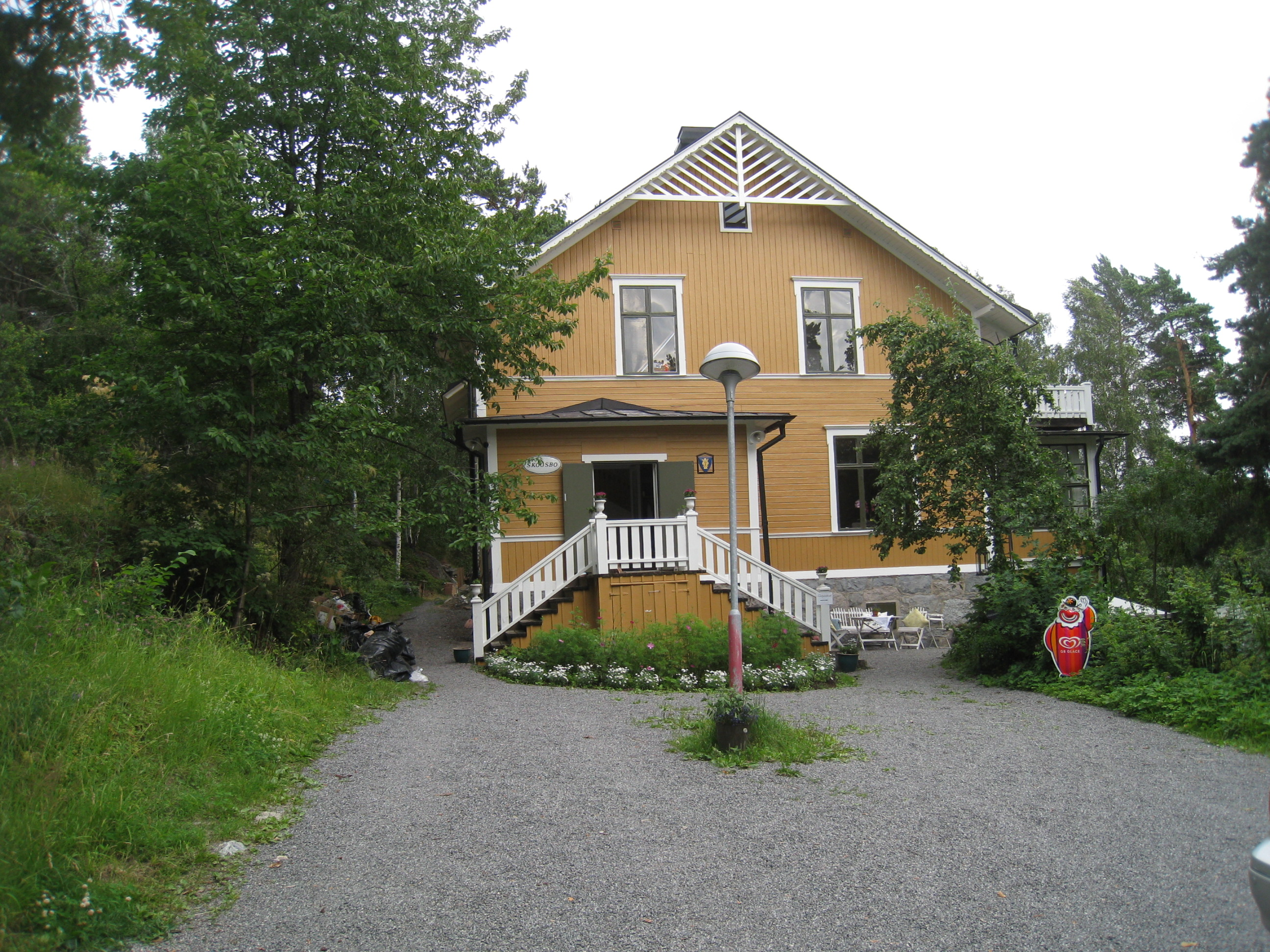
Villa Skogsbo
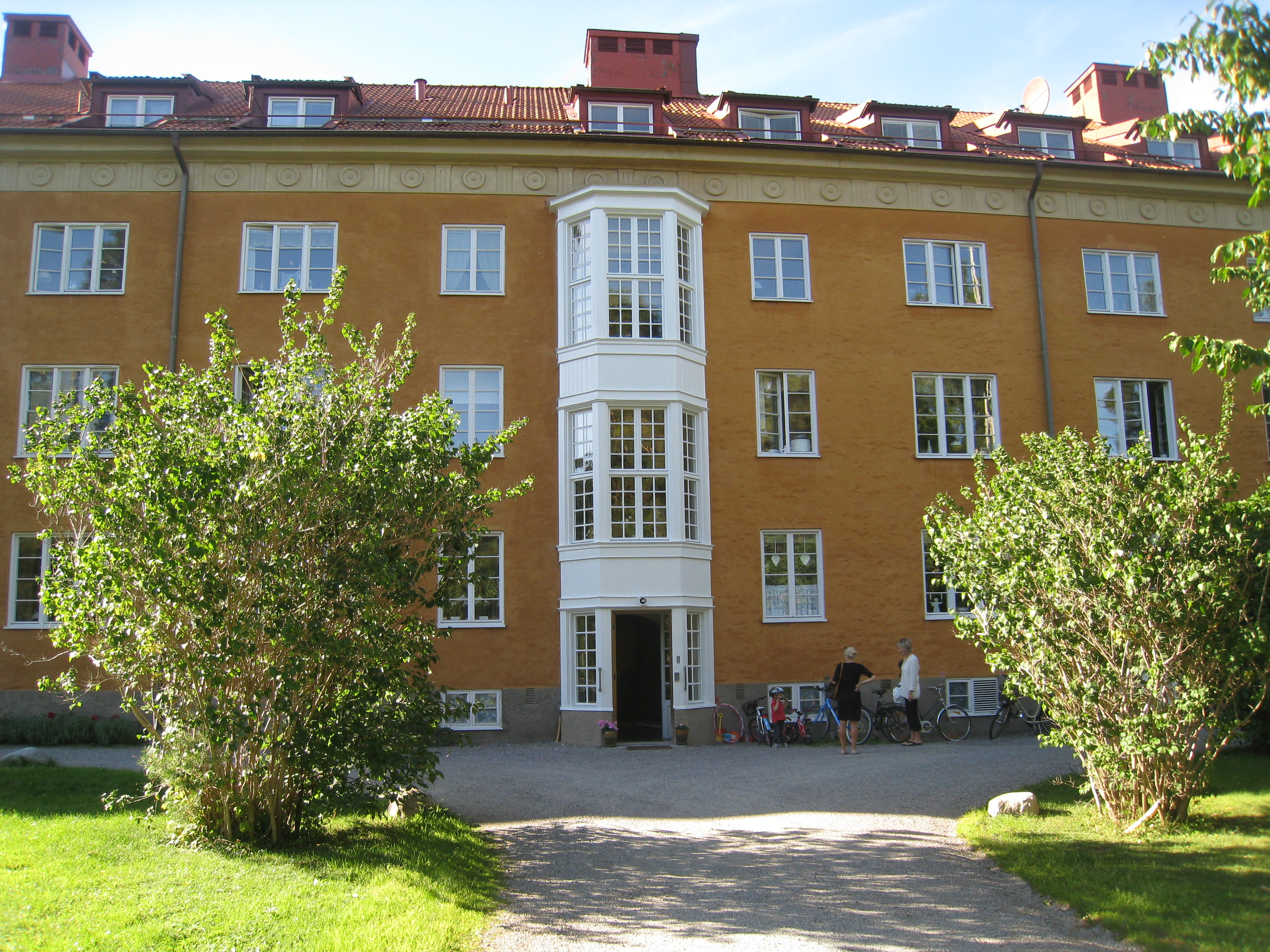
Herman Ygbergs väg 2-10.
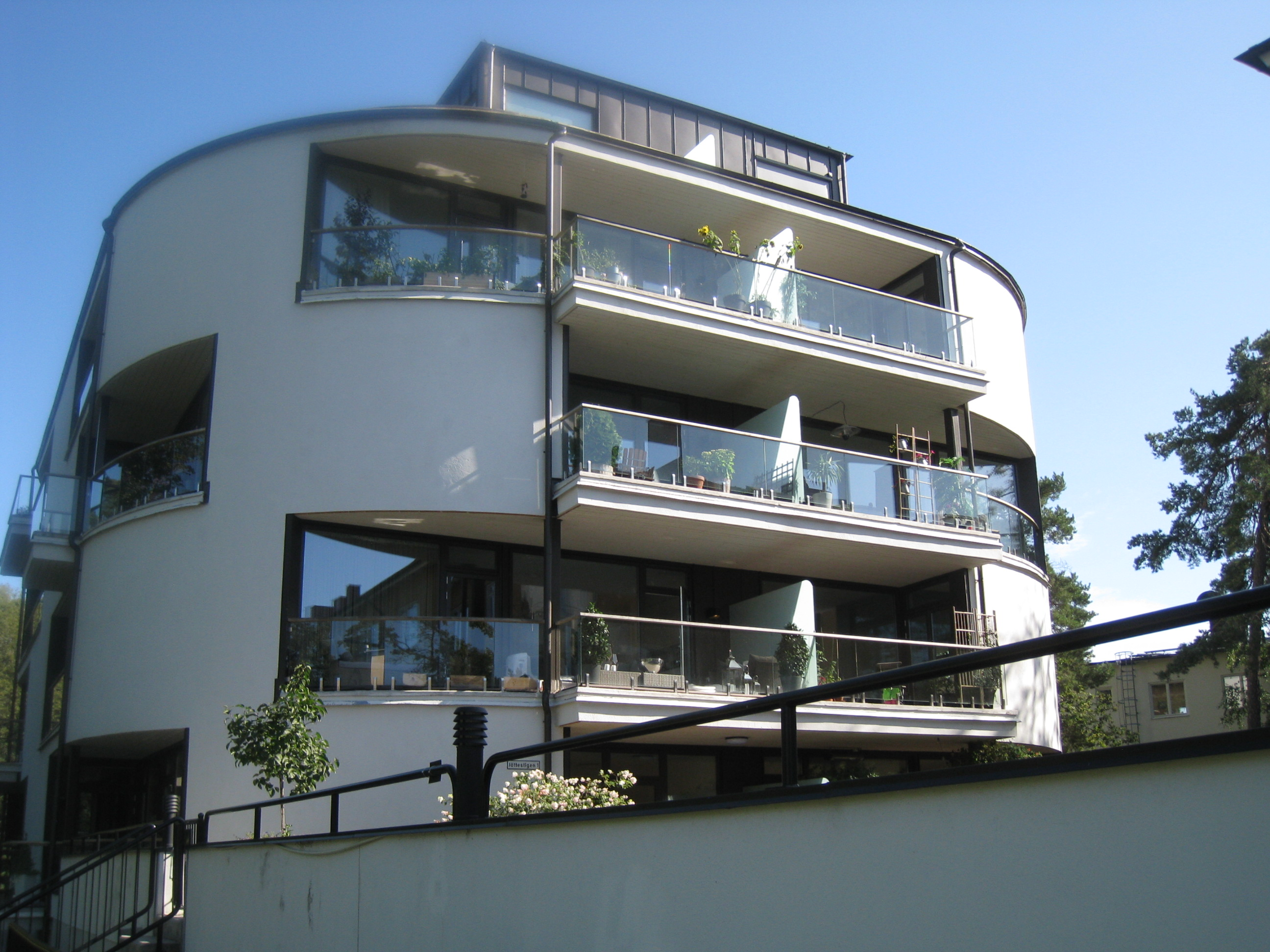
Kvarteret Guldfågeln
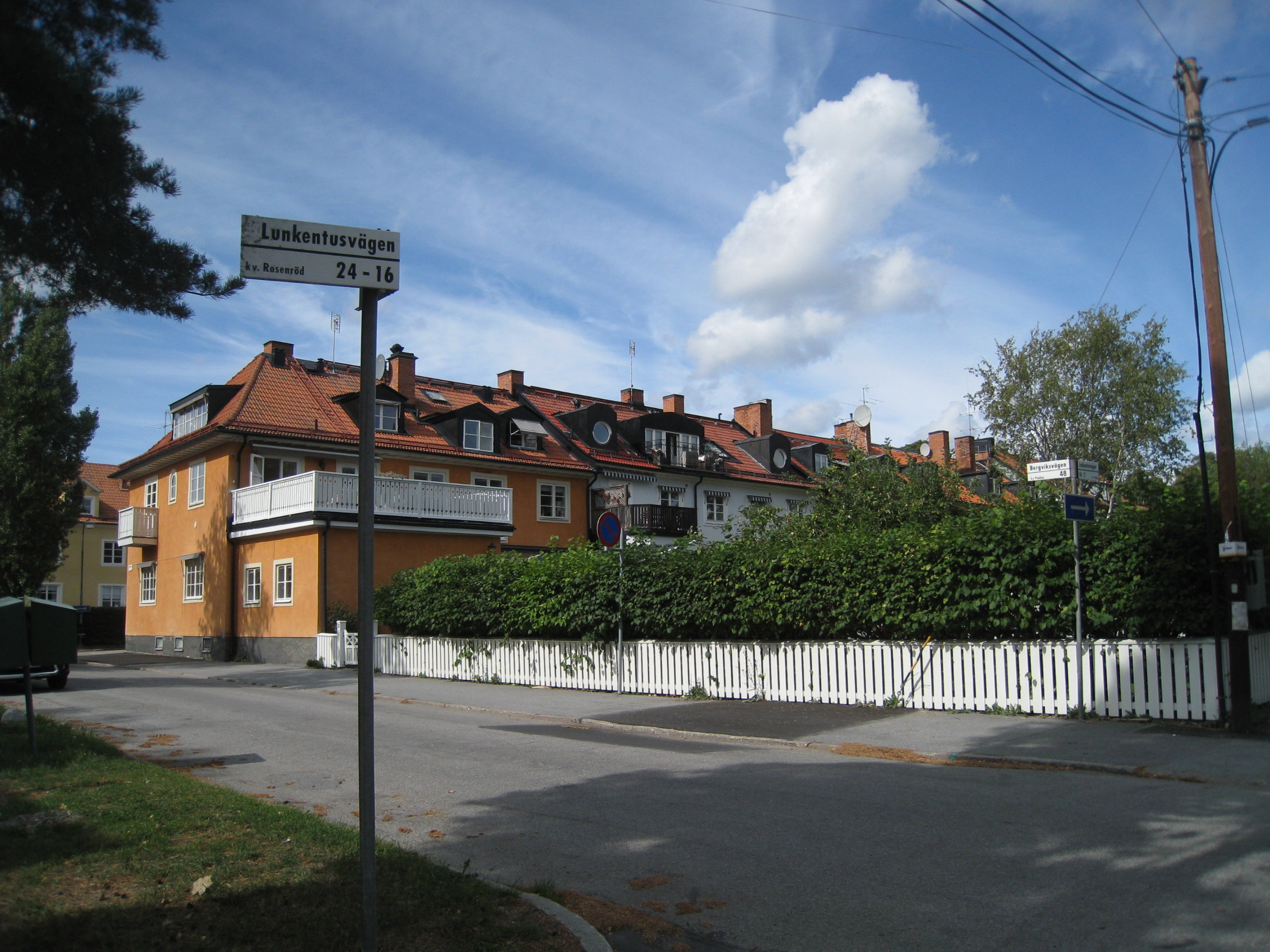
Bergviksvägen 48.
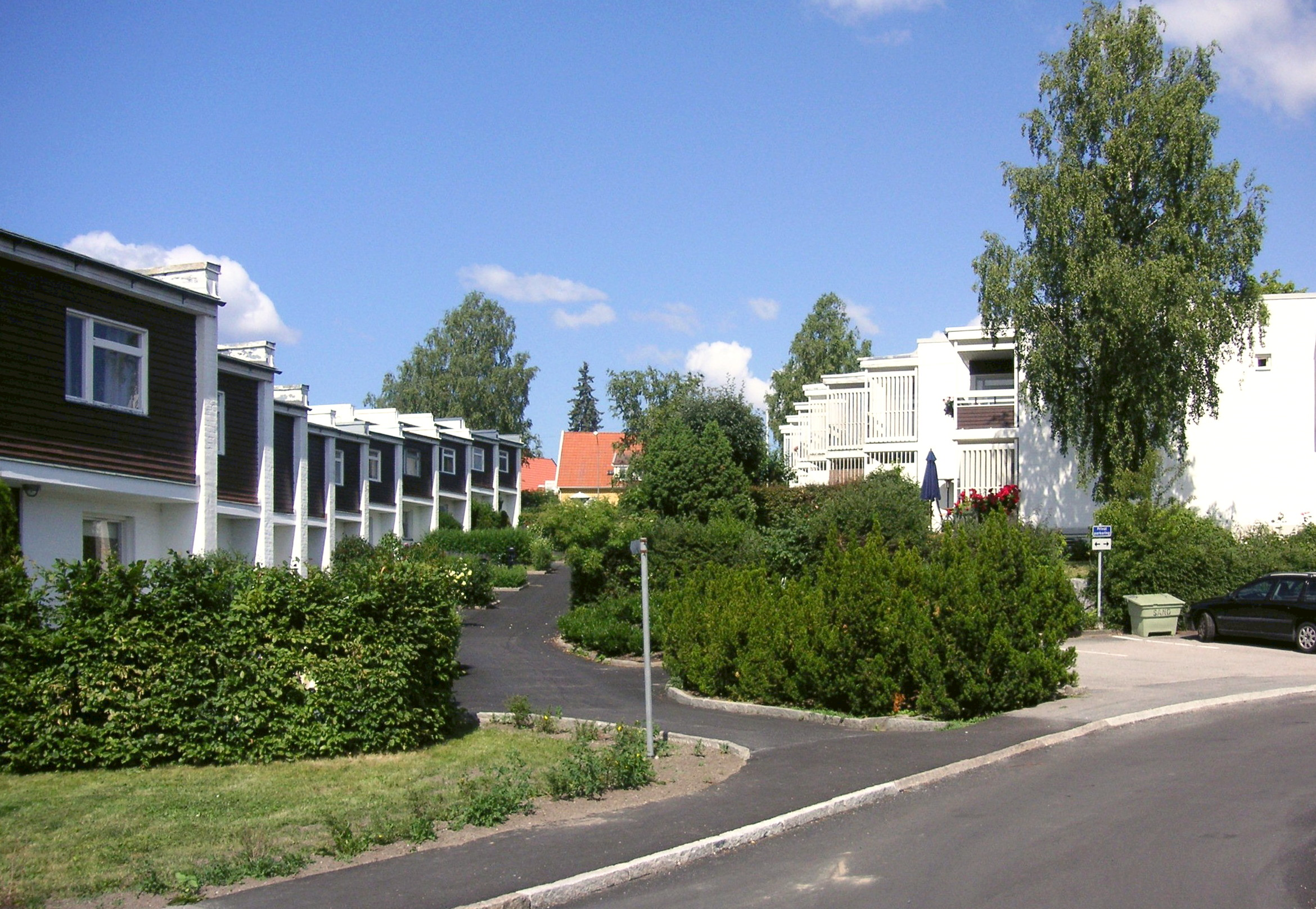
Strömkarlsvägen.

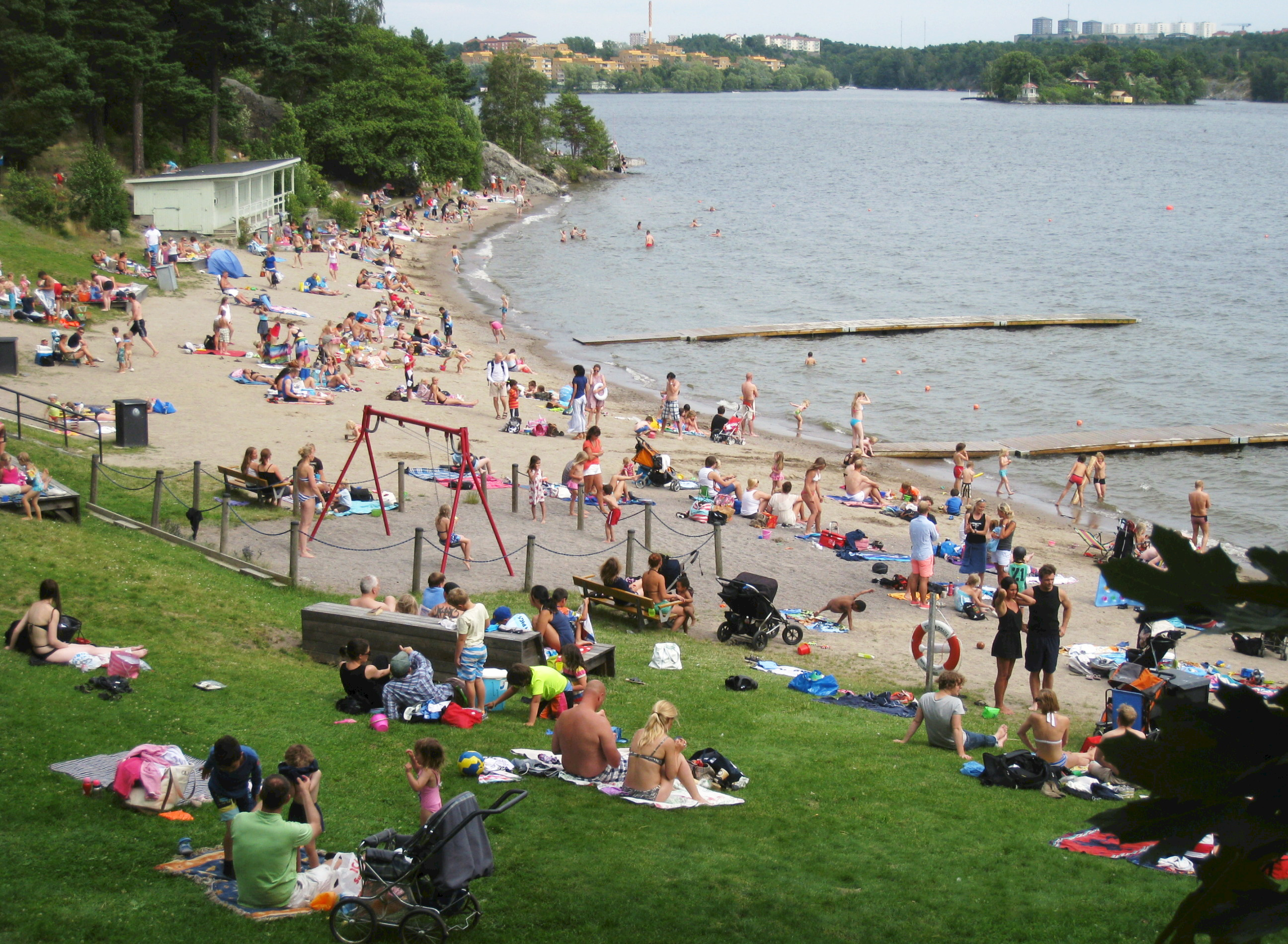
Solviksbadet.
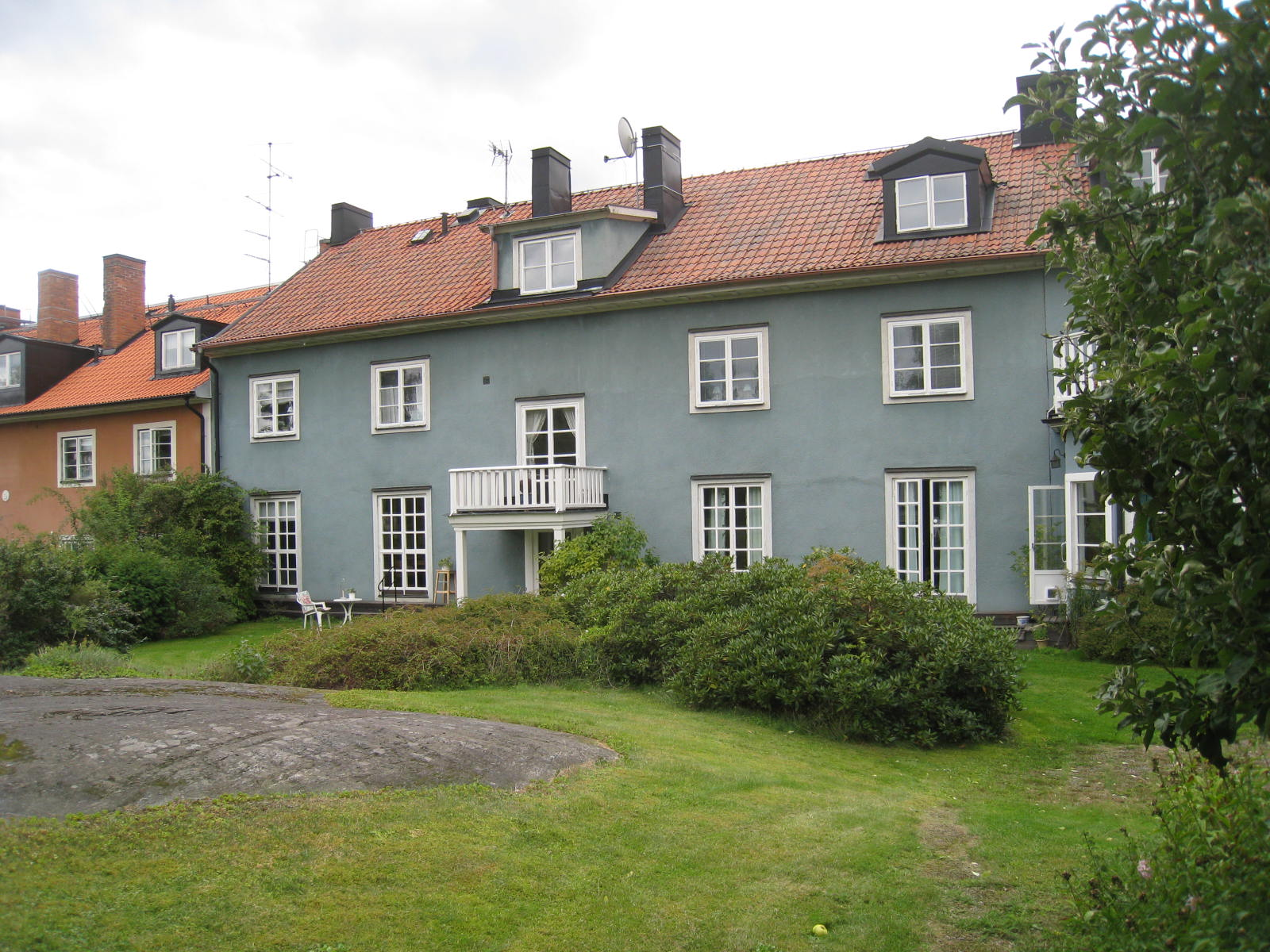
Smedslättstorget 45.
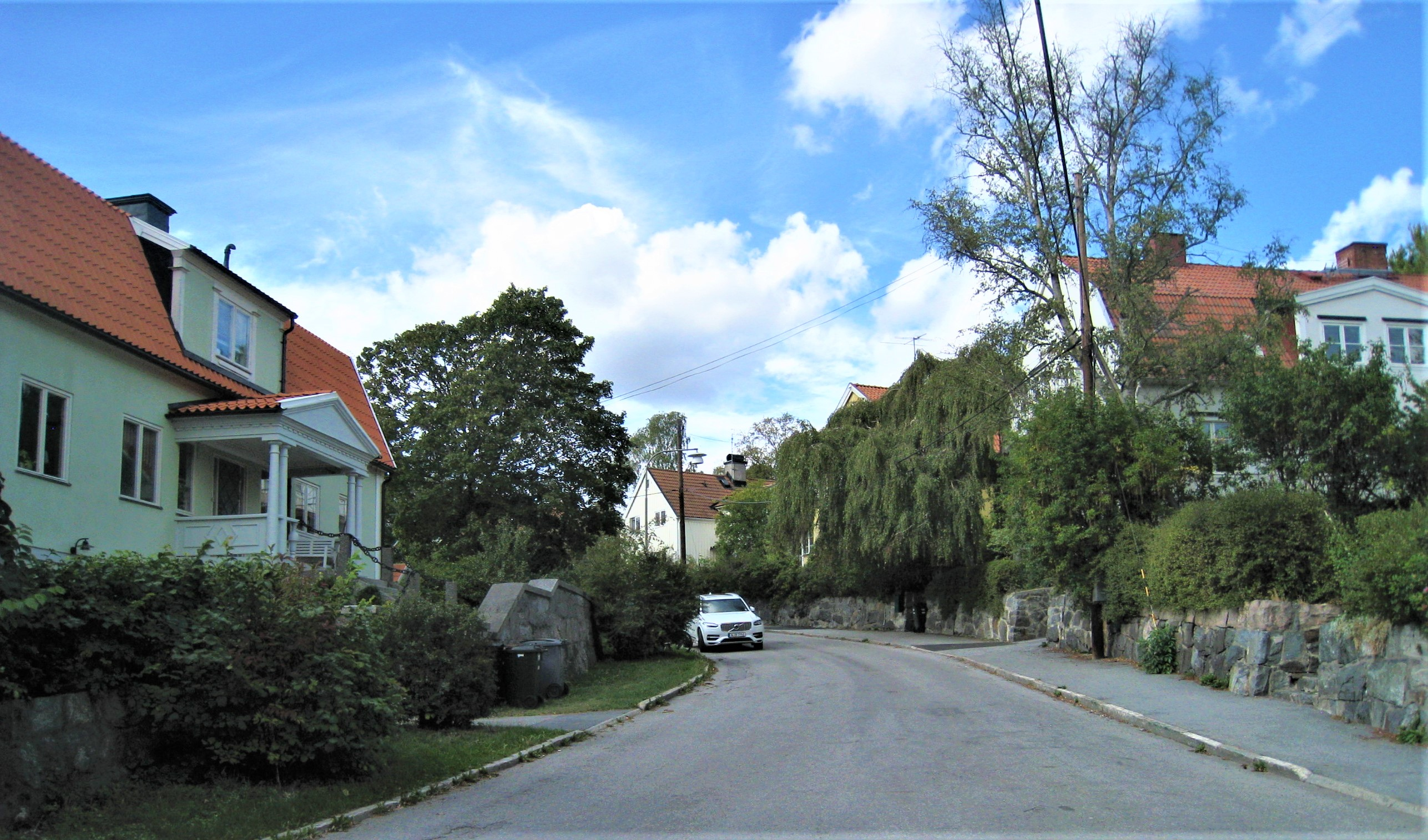
Bergviksvägen 31.
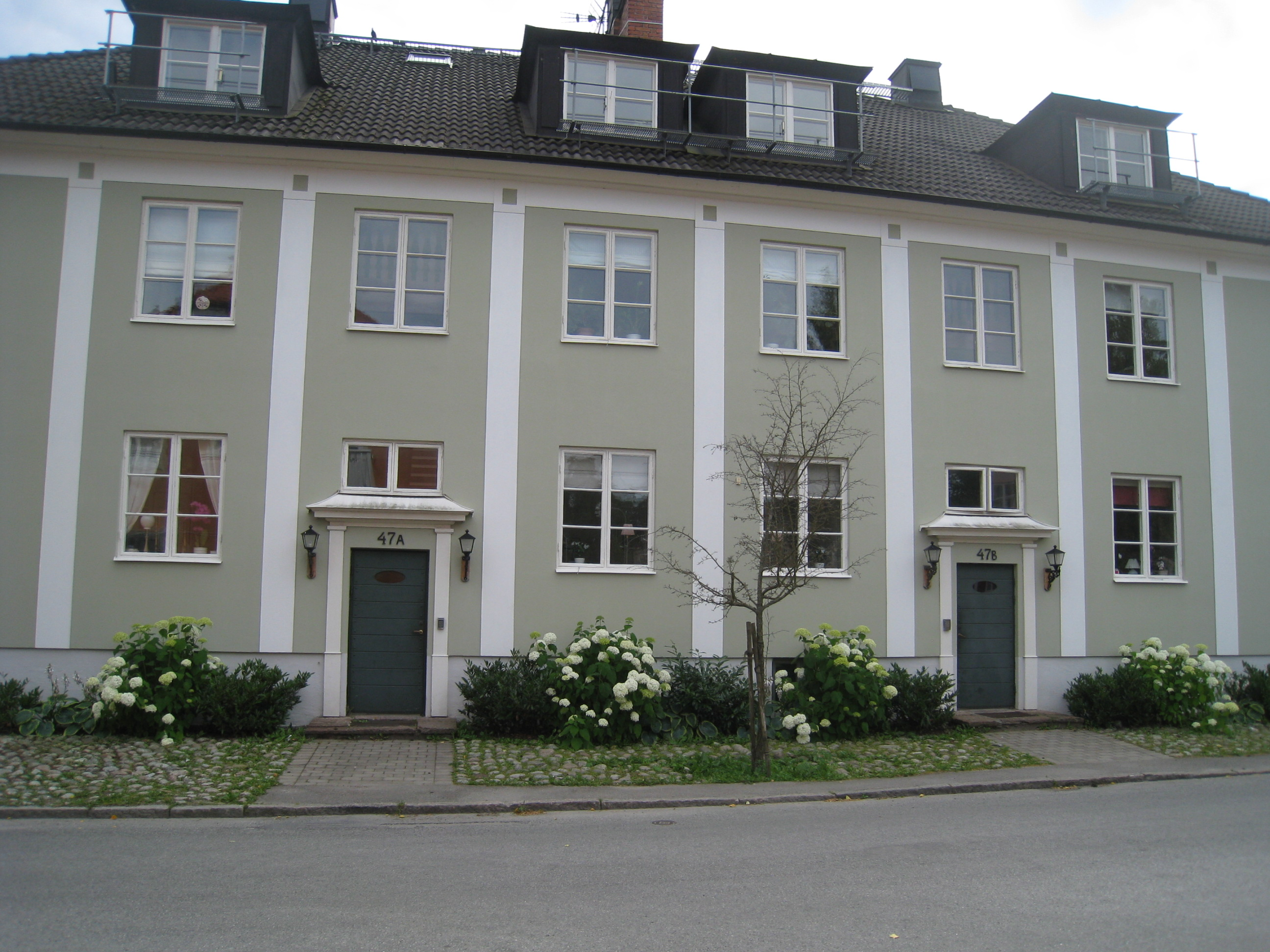
Bergviksvägen 47.
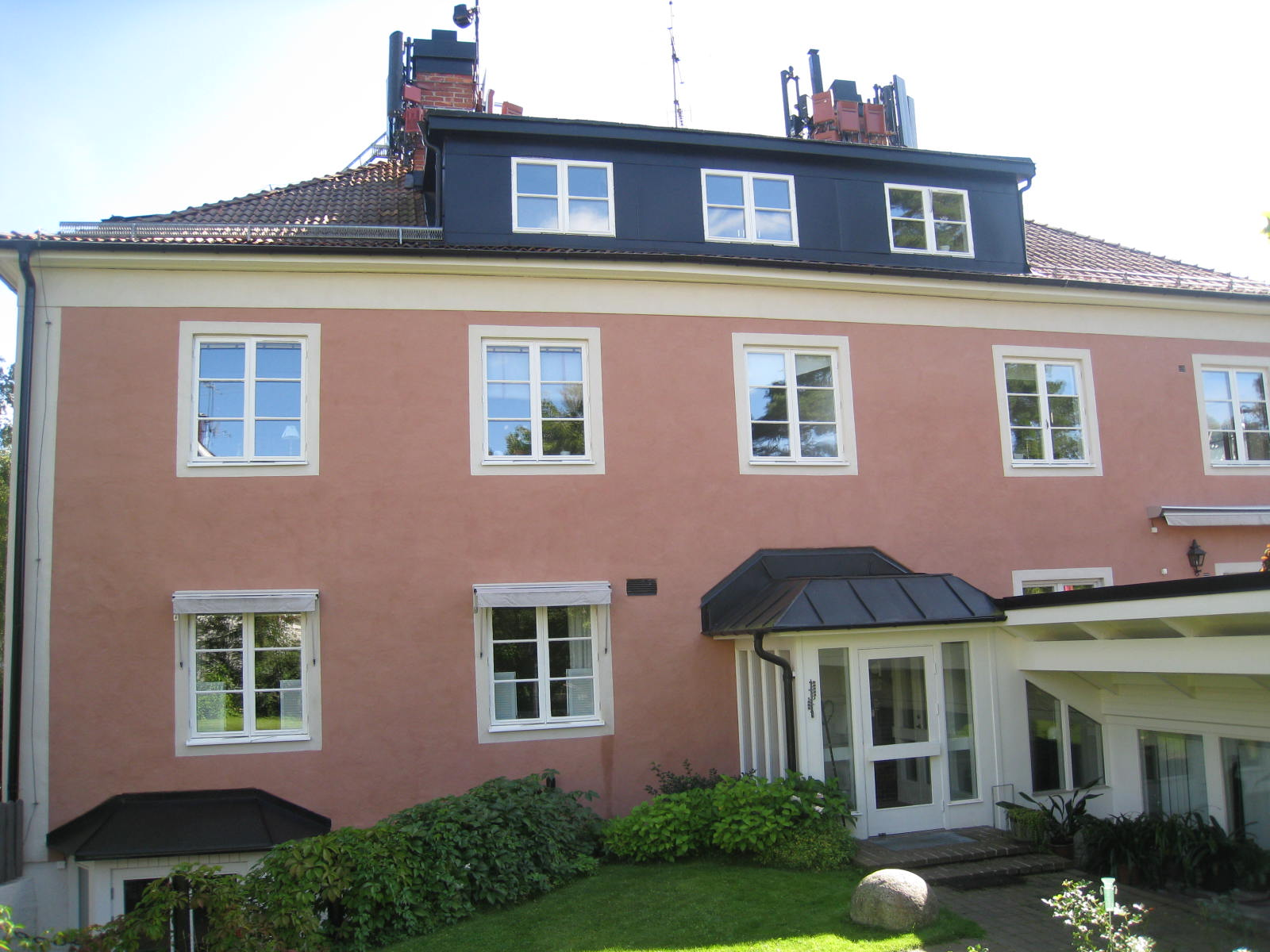
Smedslättstorget 44.